# Asesinato de Dale Bloom
Dale Clinton Bloom (Lewisburg, 1956 - Uniontown, junio de 1993) fue un hombre natural de Pensilvania, víctima de un brutal asesinato en su casa. El asesinato de Dale Bloom fue cometido por Sean Darrington, de 21 años, residente en Nueva York.

## Dale Bloom
Según todas las versiones, Dale Bloom, hombre caucásico, originario de una zona religiosa del Estado de Pensilvania, fue un hombre organizado que mantenía limpia su casa, que se situaba en el 1600 de Park Street, en la subdivisión Allison Hill, localizada en el Condado de Dauphin. En junio de 1993, los compañeros de trabajo de Bloom supieron que algo iba mal cuando no se presentó en el almacén Rite Aid, donde trabajaba. Los investigadores encontraron el cuerpo de Dale Bloom, de 36 años, en el dormitorio de su casa.

## Investigación
La víctima había sido asesinada dos días antes de su hallazgo. El cuerpo presentaba disparos y puñaladas. Debido al estado del cuerpo, fue difícil para los detectives de Pensilvania hacer una identificación. La identidad de la víctima fue confirmada por sus huellas dactilares. La escena del crimen era extraña. Varios objetos fueron usados para cometer el crimen, pero el más perturbador para los investigadores fue una sierra de mano apropiada para trabajos de carpintería. La autopsia reveló que el cuerpo de Bloom tenía cinco heridas de bala, cinco heridas punzantes y un corte en el cuello. El corte en el cuello se hizo con la sierra de mano encontrada en el escenario. 
El automóvil de Bloom fue localizado en el Estado de Nueva York. Se arrestó por asesinato a Sean Darrington, de 21 años. Darrington contó a los investigadores varias versiones de lo sucedido.

## Juicio
Entre los testigos presentados por la acusación estaba un primo de Sean Darrington, que declaró haber visto al acusado al volante del vehículo de la víctima. El 9 de octubre de 1994, un jurado condenó a Sean Darrington por asesinato en primer grado y robo. El 18 de octubre, la corte sentenció a Darrington a cadena perpetua por el asesinato en primer grado. Por el robo recibió una sentencia consecutiva de diez a veinte años.

## Hechos posteriores
Después de la sentencia, Darrington presentó múltiples recursos, la Corte rechazó el primero el 10 de julio de 1995, y la Corte Suprema rechazó otra apelación el 14 de diciembre de 1995. El 3 de enero de 2002, Sean Darrington presentó una petición de habeas corpus. 
El recurso más reciente fue presentado en enero de 2019. El 8 de marzo de 2019, la corte conocida como PCRA (Pennsylvania's Post-Conviction Relief Act) rechazó la petición basada en un envío anónimo que Darrington había recibido en diciembre de 2018. Darrington recibió informes policiales de varias entrevistas realizadas por el oficial Víctor Rivera antes del arresto de Darrington. Entre estas entrevistas se destacaba en la apelación la realizada a Carl Thomas. Thomas describió un plan para robar en una casa ejecutado por tres de sus amigos. Thomas declaró contra él mismo y sus amigos mientras estaba encarcelado por cargos no relacionados con el asesinato de Bloom. El 24 de junio de 1993, Thomas contó a otro preso, Barry Wilkerson, que vio a sus amigos apuñalar a un hombre hasta la muerte con un largo objeto. En la apelación se argumentaba que Bloom fue asesinado con tres armas diferentes, una de ellas similar a la descrita por Thomas. La corte consideró los argumentos insuficientes insuficientes para anular la condena. Aunque Thomas describió a la policía un plan para robar y asesinar a un hombre, no había ninguna indicación de que la víctima sobre la que discutió Thomas fuese Dale Bloom, la persona que Sean Harrington admitió haber asesinado.
La madre de Dale Bloom, Nora Fausey, falleció después del juicio.

## El caso Bloom en los medios
La investigación del asesinato de Dale Bloom es el tema de Amor en pedazos, quinto episodio de la segunda temporada de The Coroner: I Speak for the Dead (La voz de los muertos en España, Reporte forense en Hispanoamérica), serie documental de Investigation Discovery. Este episodio se estrenó en Estados Unidos el 14 de agosto de 2017. El médico forense Graham Hetrick desvela detalles de su trabajo. Brent Harvey interpreta a Dale Bloom.